# Pericolo nella dimora
Pericolo nella dimora è un film del 1985 diretto da Michel Deville.

## Trama
David è un giovane insegnante di chitarra che si appresta a fare visita a una nuova allieva, Vivianne. Quando varca la soglia della dimora dei Tombsthay non sa che sta per mettere piede in un labirinto in cui rischierà più volte la vita. La signora Tombsthay, appena conosciuta, si precipita a letto con lui; il marito, apparentemente tollerante, è in realtà persona crudele oltre che coinvolta in un caso di spionaggio industriale; il killer inviato per uccidere il signor Tombsthay diviene amico di David; la vicina di casa è maliziosa e ambigua; infine c'è la giovane Vivianne, all'apparenza innocente ma chissà fino a che punto. David si abbandona a questo turbine di colpi di scena con incoscienza, ma nel finale riserva un colpo di coda che sconvolge tutte le regole del gioco.

## Riconoscimenti
- 1986 - Premio César
  - Miglior regista
  - Miglior montaggio